# Liste von LAN-Messengern
Die folgenden Tabellen bieten einen Vergleich erhältlicher LAN-Messenger-Software.

## Allgemeine Informationen
|                              | Entwickler        | Erste Veröffentlichung | Kosten (EUR)             | Lizenz     | Programmier- sprache |
| ---------------------------- | ----------------- | ---------------------- | ------------------------ | ---------- | -------------------- |
| Akeni LAN Messenger          | Akeni             | 2002                   | Shareware (~13)          | Proprietär | ?                    |
| Bopup Messenger              | B Labs            | 2001                   | Shareware (~13 + Server) | Proprietär | C++                  |
| Briar                        | Briar team        | 2018                   | Kostenlos                | GNU GPLv3  | Java                 |
| IP Messenger                 | Shirouzu Hiroaki  | 1996                   | Kostenlos                | BSD        | C++                  |
| Pichat                       | Mark Seuffert     | 2002                   | Kostenlos                | Freeware   | C++                  |
| qTox                         | Tux 3             | ?                      | Kostenlos                | GNU GPLv3  | C++ und Qt           |
| Softros LAN Messenger        | Softros Systems   | 2000                   | Shareware (~11)          | Proprietär | ?                    |
| Local Area Network File Send | Michael Schnedler | 2004                   | Kostenlos                | Freeware   | Embarcadero Delphi   |
| Winpopup LAN Messenger       | Fomine Software   | 2002                   | Shareware (~11)          | Proprietär | ?                    |

## Betriebssysteme und Funktionen
|                              | OS                                      | SDK  | Privater Chat | Öffentlicher Chat | Daten- verschlüsselung | Datei- übertragung | Unicode | Filter | Smileys | Logging | Messageboard | Whiteboard |
| ---------------------------- | --------------------------------------- | ---- | ------------- | ----------------- | ---------------------- | ------------------ | ------- | ------ | ------- | ------- | ------------ | ---------- |
| Akeni LAN Messenger          | Windows, Linux                          | nein | ja            | ja                | nein                   | ja                 | nein    | ja     | ja      | ja      | nein         | nein       |
| Bopup Messenger              | Windows                                 | nein | ja            | ja                | ja                     | ja                 | nein    | nein   | ja      | ja      | nein         | nein       |
| Briar                        | Android                                 | nein | ja            | ja                | ja                     | nein               | ja      | nein   | ja      | ja      | ja           | nein       |
| IPMSG                        | Windows, Linux                          | nein | ja            | nein              | ja                     | ja                 | ja      | nein   | nein    | nein    | nein         | nein       |
| Pichat                       | Windows, Linux                          | ja   | ja            | ja                | nein                   | ja                 | nein    | ja     | ja      | ja      | nein         | nein       |
| qTox                         | Windows, Linux, macOS, Android, FreeBSD | nein | ja            | ja                | ja                     | ja                 | ja      | nein   | ja      | ja      | ja           | nein       |
| Softros LAN Messenger        | Windows                                 | ja   | ja            | ja                | ja                     | ja                 | nein    | nein   | nein    | ja      | ja           | nein       |
| Local Area Network File Send | Windows                                 | nein | ja            | nein              | nein                   | ja                 | nein    | nein   | ja      | nein    | nein         | nein       |
| Winpopup LAN Messenger       | Windows                                 | nein | ja            | ja                | ja                     | ja                 | nein    | nein   | ja      | ja      | nein         | nein       |